# 金鲁贤

金魯賢主教牧徽

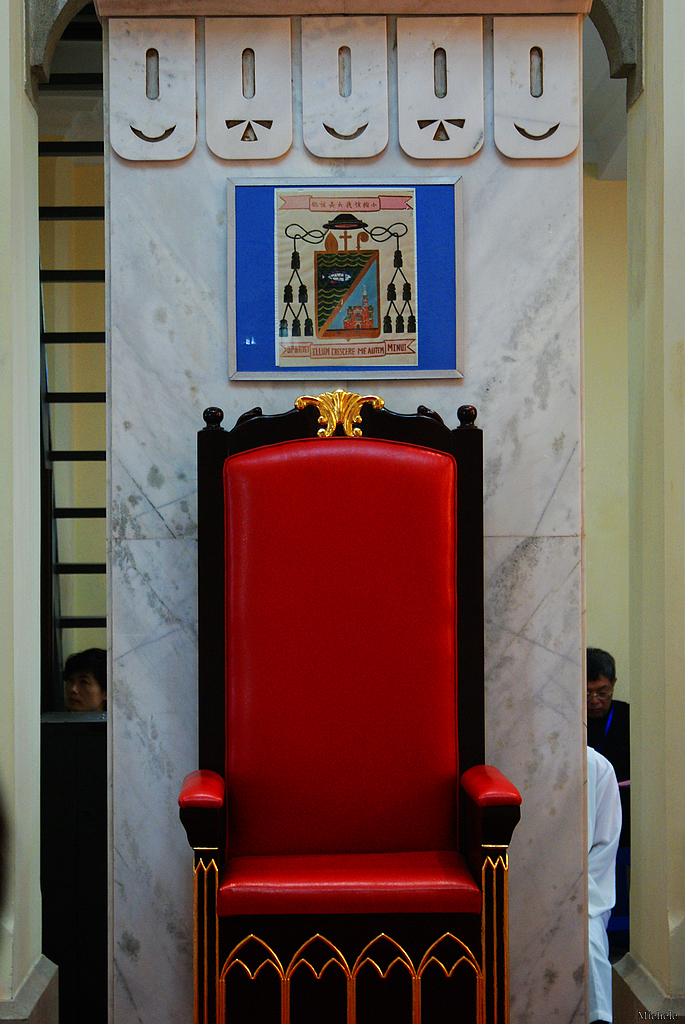
安放于佘山进教之佑圣母大殿的上海教區主教主教宝座

金鲁贤主教（拉丁語：Aloysius Jin Luxian；吳語：Cin Lu-yie；1916年6月20日—2013年4月27日），初名金鲁意，圣名類思。被教廷認可為天主教上海教区助理主教，中国天主教愛國會認證為正權主教。

## 生平
1916年6月20日，金鲁贤出生于上海南市小东门方浜路邻德里，祖籍浦东金家巷。祖父是虔誠教徒，曾被太平軍俘虜，之後在上海做小生意謀生。父親是順昌洋行的買辦。1926年9月，入聖依納爵公學。隔年母親去世。1931年4月，父親肺炎病逝，和姐姐、弟弟相依爲命。受金福山還有陸伯鴻的幫助的幫助得以有家。
1932年，金鲁贤考取了震旦大學，但在徐匯公學畢業前最後一次做避靜時決心修道。9月3日，入徐匯聖心修院。1934年9月，在拯亡會潛德小學教書的姐姐猝逝。1935年8月，入聖母聖心修院。1937年7月，獲配到徐匯中學實習，教法文。8月13日，淞滬會戰爆發，在學校搭棚屋接收逃難者。1938年8月30日，入耶稣会初學院。1940年9月8日，發初願，在聖心修院教拉丁文，教書時還聼王昌祉講課。1941年8月，到献县張家莊耶稣会神学院補修哲學。1942年8月，返回上海，入徐匯神學院。1945年5月19日，晋铎。1946年6月，被派往第二次国共内战中的苏北东台、淮阴、漣水任本堂神父，他與新四軍保持友好關係，少受戰爭影響。
1947年6月，赴法国，在巴黎游學。10月，在里昂附近的巴莱慕尼亚，完成耶稣会卒试，成为正式会士。卒試結束後到愛爾蘭游學。1948年，赴意大利罗马入讀宗座额我略大学。假期去德国科隆、奥地利因斯布鲁克等地学习德语。1950年获罗马宗座额我略大学神学博士学位。
1951年，金鲁贤回到中国。黎培里总主教被驱逐出境前，任命他为徐汇修院的代院长。6月5日格寿平被捕后，继任海州监牧区代宗座监牧，又被巡阅使蒲敏道任命为耶稣会上海区代会长。8月，蒲敏道被驱逐出境，金鲁贤又继任耶稣会中华会省代巡阅使。
1955年9月8日夜，中共政府对天主教上海教区采取镇压行动（在中国天主教内被称为“九八教难”），时任上海教区主教、苏州及南京总教区宗座代办龚品梅主教（后为教宗若望·保禄二世擢升为枢机主教）和包括金鲁贤在内的一大批神父同时以反革命罪名被捕入狱。1960年，金鲁贤被判处有期徒刑18年。
金鲁贤在监狱中度过了18年，又接受劳改9年，在北方从事翻译工作。1982年获释，任佘山修院院长。1985年1月27日，金鲁贤由周村教区宗怀德主礼、汉口教区董光清和南京教区钱惠民襄礼祝圣为上海教区助理主教，为中国天主教爱国会所承认，但没有得到教宗的任命和批准。与他同时祝圣的还有李思德。1988年，张家树去世后，金鲁贤接替了张家树的位置。1989年，信徒在弥撒中恢复为教宗祈祷。2004年，他向罗马教廷请求宽恕，获得与教宗的共融，被教廷认可为上海教区的助理主教。因此他是教廷和北京政府都承认的主教。但非官方教会对金鲁贤颇为反感，主要原因还是他在“九八教难”时“叛教”的缘故。
教廷只承认金鲁贤是上海教区助理主教，而上海教区的正权主教则是未获中国政府承认、并且常年受到监视的地下教会主教范忠良，他曾经在青海坟场背了三十年的尸体，于2000年接续龚品梅，担任上海教区正权主教并署理南京总教区总主教，并且是地下的天主教中国大陆主教团团长。
在金鲁贤主教带领下，上海教区成为中国大陆最活跃的官方教区之一，官方统计的天主教徒人数已达15万。1982年，金主教在上海率先重新恢复修道院。于1985年启用的佘山修院也是全国最先进的修道院。他在保护教会财产方面做出了不小的贡献，上海教区收回了大量在“文革”期间被占用的教产。近年来，随着国内房地产市场的节节攀高，坐拥大量房产的上海教区也因此成为中国内地拥有财富最多的教区，不但能自给自养，还能帮助其他教区。
上海教区也成立了专门的社会服务中心——光启社会服务中心来帮助那些处于贫苦中的教区和个人。但与此同时，金鲁贤主教在神职人员的灵修培养以及管理方面，却颇为失意。在2009年其撰写的司铎年牧函中，即承认20年来上海教区（地上）“后悔领受铎品而还俗的有11人之多，占教区神父的八分之一”，金认为这是一个“令人痛心的数字”。也许是因为这个原因，在2009年下半年，金鲁贤主教再次将邢文之辅理主教任命为上海佘山修院院长，以接替前任院长方祖耀神父，希望以邢的严谨作风和为教友所崇敬的圣德来整顿修院。
金鲁贤能够说多种欧洲语言，曾经会见许多中国教会的海外神长、国外关心人权和宗教自由的人士，如：陈日君枢机主教、谷寒松神父、美国总统克林顿、德国总理默克尔等。
2005年6月28日，89岁的金鲁贤主教在徐家汇圣依纳爵主教座堂祝圣42岁的邢文之为上海教区辅理主教，外界有评论认为邢文之辅理主教将成为其继任者。天主教香港教区主教陈日君称邢文之是先教宗若望·保禄二世临终前任命的，他也是教廷和北京政府都承认的主教。邢文之辅理主教晋牧典礼当天，本来应该当众宣读教宗的任命状，但受到了当局的恐吓，此事最终作罢，让人感到非常非常遗憾。邢文之辅理主教对此也非常不满，曾说：“按照我的脾气，我是肯定要读的。我个人是无所谓的，但我们的教会还必须要有明天……。”有评价说，邢辅理主教的任命，将结束中国大陆最活跃的教区之一——上海教区的分裂状态。然而，至少在2011年以后，邢文之主教便“因个人原因”退休；金鲁贤希望培养他作为接班人的愿望并未成真。
2005年9月，梵蒂冈宣布邀请金鲁贤、李笃安（天主教西安总教区总主教）、李镜峰（天主教凤翔教区主教）、魏景仪（天主教齐齐哈尔監牧區主教）等4位中国主教参加在罗马开幕的世界主教会议，但是后来4人均未能成行。
2006年5月23日，德国总理默克尔会见金鲁贤主教并参观徐家汇主教座堂，金鲁贤用德语当场谢绝了默克尔关于由德方援助复建毁于“文革”的徐汇大堂管风琴的提议。
2007年，上海辞书出版社为金鲁贤出版了《金鲁贤文集》一书，该是记录了80年代至90年代间的部分牧函，以及金鲁贤主教在罗马宗座额我略大学攻读神学博士时候的博士论文等。还有一些是金鲁贤主教对待当时教会所面临的相关问题的看法和建议。
2009年，金鲁贤出版了其自传《绝处逢生·上》，该书记载了金鲁贤早年的生活经历，以及1950年代回国后的种种遭遇，颇具史料价值。金鲁贤主教在书中为自己的行为做出了很多主观性的辩护，其真实性还待多方验证。该书在出版时一波三折，遭到宗教主管当局的严格审查，最终未能获得出版许可，显示宗教主管当局对其身份地位之重视，但金鲁贤依然少量印刷以赠友人。
金鲁贤年逾93岁却依然不退休，这已经违反了《天主教法典》中主教应75岁退休之规定。批评者认为其恋栈权力；但也有支持者认为，金鲁贤主教在国内外威望极高，拥有极其广泛的人脉关系。面对复杂多变的中国天主教界形势，需要有人能妥善地处理好与中国政府的关系以及与梵蒂冈的关系，具备高超的外交手段的金鲁贤主教的在位，是有利于教会的进一步发展。
2013年4月27日，金鲁贤因胰腺癌在上海瑞金医院逝世，享年96歲。8月19日，依据金鲁贤“葬礼从简、骨灰海葬”的遗嘱，上海教区举行金鲁贤骨灰海葬礼。早晨7时整，在主教府小圣堂举行起灵礼。7时30分，驱车前往上海吴淞码头。9时轮船起航。9时15分，举行骨灰洒海礼，由神父、修女、教友及主教亲属等各代表将主教骨灰洒入大海。上午10时，主教骨灰海葬礼结束全体返航。当日下午14时整，在上海教区主教座堂——徐家汇圣依纳爵主教座堂举行金主教追思弥撒。之后，举行了主教遗物安放礼，将主教生前常用物件、圣物安放在了教堂内的追思间。